# George E. Palade
George Emil Palade, född 19 november 1912 i Iași, Rumänien, död 7 oktober 2008 i Del Mar, San Diego County, Kalifornien, var en rumänsk-amerikansk cellbiolog och nobelpristagare.

## Biografi
Palade var son till en professor i filosofi vid universitetet i Iaşi och hans mor var gymnasielärare. Han tog sin MD 1940 från Universitatea de Medicină și Farmacie „Carol Davila” din București i Bukarest. Han var medlem av fakulteten där till 1946, då han flyttade till USA för postdoktorala studier. Där blev han elev hos Albert Claude vid Rockefellerinstitutet för medicinsk forskning.
År 1952 blev Palade naturaliserad medborgare i USA. Han arbetade vid Rockefellerinstitutet (1958-1973), och var professor vid Yale University Medical School (1973-1990), och University of California, San Diego (1990-2008). På UCSD, var Palade professor i medicin in Residence (emeritus) vid avdelningen för Cellular & Molecular Medicine, samt dekanus för vetenskapliga frågor (emeritus), vid School of Medicine vid La Jolla, Kalifornien.
År 1974 erhöll han tillsammans med Albert Claude och Christian de Duve Nobelpriset i fysiologi eller medicin. Priset utdelades för deras innovationer inom elektronmikroskopi och cellfraktionering som tillsammans lade grunden till den moderna molekylära cellbiologin. Den mest anmärkningsvärda upptäckten är ribosomerna i det endoplasmatiska nätverket, som han först beskrev 1955.
Palade tilldelades 1966 Albert Lasker Basic Medical Research Award. År 1970 tilldelades han Louisa Gross Horwitz Prize från Columbia University tillsammans med Renato Dulbecco.